# Tervasaari (ö i Kymmenedalen, Kouvola, lat 61,16, long 26,75)
Tervasaari är en ö i Finland. Den ligger i sjön Vuohijärvi och i kommunen Kouvola i den ekonomiska regionen  Kouvola ekonomiska region  och landskapet Kymmenedalen, i den södra delen av landet, 150 km nordost om huvudstaden Helsingfors. Öns area är 0,3 hektar och dess största längd är 170 meter i nord-sydlig riktning.